# Маркова, Вера Николаевна
Ве́ра Никола́евна Ма́ркова (1907—1995) — русская советская поэтесса и переводчица, филолог, исследователь японской классической литературы.

## Биография
Вера Маркова родилась 18 февраля (4 марта) 1907 года в Минске в семье железнодорожного инженера.
В 1931 году окончила японское отделение восточного факультета Ленинградского университета.
После Великой Отечественной войны переехала в Москву. В 1950-е годы начала переводческую деятельность.
Умерла в ночь с 8 на 9 марта 1995 г. Похоронена на Головинском кладбище.

#### Семья
Муж — Леонид Евгеньевич Фейнберг, художник, поэт и писатель.
Дети мужа — С. Л. Прокофьева и С. Л. Северцев.
Внук — Сергей Олегович Прокофьев, поэт, член правления Всемирного Антропософского общества (внук композитора Сергея Прокофьева).

## Творчество

### Переводческая деятельность
Большая часть переводов Марковой связана с литературой Японии. Создала уникальные в советской японистике подражания японской поэтической миниатюре (хокку, танка, вакка и др.) — афористичные верлибры, переходящие в белые стихи.
В переводах В. Марковой вышли средневековые японские повести «Отикубо-моногатари», «Такэтори-моногатари», «Дневник летучей паутинки» Митицуна-но хаха, «Записки у изголовья» Сэй Сёнагон, драмы Тикамацу Мондзаэмона, сборник стихов Сайгё, хайку Мацуо Басё и поэтов его школы, пьесы театра Но, японская поэзия XX века, новеллы Ихара Сайкаку и Акутагавы Рюноскэ, роман Кавабаты Ясунари «Танцовщица из Идзу» и др., японские народные сказки.
В 1987 году опубликовала сборник японских стихов «Зимняя луна», к которому написала предисловие «Долгая дорога короткой песни». В нём представлены поэты IX—XV вв.: Аривара-но Нарихира, Сугавара-но Митидзанэ, Ки-но Цураюки и другие; поэты XVII—XVIII вв.: Мацуо Басё, Кёрай, Рансэцу, Кикаку, Ёса Бусон, Кобаяси Исса, Исикавы Такубоку.
Предисловия и статьи отличаются историчностью, уважением к национальным традициям. Среди советской интеллигенции популярность японской средневековой поэзии была очень высока. Переводы Марковой из японской средневековой поэзии стали называть «марковками» (Александр Мещеряков)
Одним из самых популярных стало хайку Кобаяси Исса про улитку:

Тихо, тихо ползи,

Улитка, по склону Фудзи

Вверх, до самых высот!

Кобаяси Исса, перевод В. Марковой.

Оно дало название повести братьев Стругацких «Улитка на склоне». «Ползи, улитка!» — название одного из стихотворных сборников (2004) Вечеслава Казакевича, живущего в Японии.
Японское правительство высоко оценило труд Марковой по популяризации японской культуры в России, наградив её в 1993 году Орденом Священного сокровища.
Помимо японских поэтов, переводила, например, стихи американской поэтессы Эмили Дикинсон (1830—1886); переводы Марковой вышли в 1981 году отдельным изданием, став первой книгой Дикинсон на русском языке.

### Поэтическое творчество
Автор книги стихов «Луна восходит дважды» (М.: Современник, 1992), изданной на средства автора.
По воспоминаниям Т. Григорьевой, главной мелодией в поэзии Марковой было дитя, извечное, не родившееся, но существующее постоянно, ощутимое почти физически.

## Песни на переводные тексты Марковой
Борис Гребенщиков использовал слова хайку об улитке в качестве припева к своей песне «Пока несут саке».
Белорусский композитор Галина Горелова написала цикл пьес для фортепиано «Японские миниатюры на шелке».
Российский композитор Владислав Золотарев создал вокальный цикл на стихи И. Такубоку.
Микаэл Таривердиев сочинил вокальный цикл «Акварели».
Композитором и пианистом Сергеем Слонимским была создана вокальная сюита «Весна пришла!….» для среднего голоса и фортепиано на стихи японских поэтов.
В эти же годы композитор из Перми Александр Немтин написал цикл произведений для голоса и камерного ансамбля «Японские песни» (1964)
Композитор Вера Васильевна Зайцева (1980) из г. Москвы, сочинила «Три женских хора на стихи японских поэтов»
Композиторы обратили внимание на японскую литературу и создали сочинения в различных жанрах — оркестровый композитор Борис Арапов, профессор Московской консерватории Юрий Воронцов, композитор авангардного направления София Губайдулина, пианистка и доцент кафедры композиции Московской консерватории Ирина Дубкова, осетинский композитор Людмила Ефимцева, композитор Александр Локшин, чувашский композитор Анатолий Михайлов, Лауреат международных композиторских конкурсов Александр Попов, композитор Родион Щедрин, профессор Московской консерватории Татьяна Чудова, ленинградский композитор Борис Тищенко, пианистка и лауреат Всесоюзного конкурса композиторов Татьяна Смирнова. Алексей Ларин создал сюиту «Из японских сказок» для оркестра русских народных инструментов и две пьесы на японские темы.
В 2013 году молодой композитор Сергей Ковчик написал вокальный цикл «12 хокку» на стихи в переводе Веры Николаевны.
Алтайский композитор Вера Васильевна Зайцева написала «Три хора на стихи японских поэтов», вокальный цикл на стихи японских поэтов «Весны все нет…» для сопрано, флейты, кларнета, альта и виолончели

## Издания
- Исикава Такубоку. Стихи / Пер., послесл. и примеч. Веры Марковой. — М.: ГИХЛ, 1957. — 280 с.
- Японские народные сказки / Пер. с япон., предисл., примеч. и коммент. Веры Марковой. — М.: Художественная литература, 1965. — 372 с. — 50 000 экз.
  - Переизд.: Японские народные сказки / Сост. В. Н. Маркова, А. Е. Садокова. — М.: Наука, Гл. ред. восточной лит-ры, 1991.
- Исикава Такубоку. Лирика / Пер. с япон. Веры Марковой. — М.: Художественная литература, 1966. — 180 с. (Сокровища лирической поэзии)
- Земляника под снегом. Сказки японских островов / Пересказала с японского Вера Маркова. — М.: Детская литература, 1968. — 136 с. — 100 000 экз.
- Исикава Такубоку. Избранная лирика / Пер. с япон. Веры Марковой. — М., 1971. — 80 с.
- Басё. Трёхстишия / Пер. с япон. Веры Марковой // Классическая поэзия Индии, Китая, Кореи, Вьетнама, Японии. — Библиотека всемирной литературы. — Серия первая. Т. 16. — М.: Художественная литература, 1977. — С. 739—778.
- Такубоку Исикава. Лирика / Пер. с японск., составл., предисл. и примеч. Веры Марковой. — М.: Детская литература, 1981. — 190 с. (Поэтическая б-ка школьника)
- Басё. Буссон. Исса. Летние травы. Японские трехстишия / Предисловие В. Н. Марковой при участии В. С. Сановича; Сост. и подгот. текста В. С. Сановича; Комментарии В. Н. Марковой, В. С. Сановича; Перевод со старояпонского В. Марковой. — изд. 2-е дополн. — М.: Толк, 1995. — 318 с. ISBN 5-87607-001-7 Тираж 3000 экз.
- Исикава Такубоку. Двенадцать танка / Пер. с япон. Веры Марковой. — СПб.: Красный матрос, 2004. — 20 с. ISBN 5-7187-0520-8 / 5718705208
- Классическая поэзия Японии / Пер. с япон. Веры Марковой. — СПб.: Паритет, 2008. — 288 с.: ил — (Серия «Антология поэзии») ISBN 978-5-93437-323-9
- Исикава Такубоку. Лирика / Пер. с япон. Веры Марковой. — М.: Махаон, 2010. — 480 с. ISBN 978-5-389-00773-4
- «Лирика русских поэтесс». Издательство «Харвест» 2004 ISBN 985-13-2084-6